# Heimtali
Heimtali är en ort i Estland. Den ligger i Pärsti kommun och landskapet Viljandimaa, i den södra delen av landet, 130 km söder om huvudstaden Tallinn. Heimtali ligger 77 meter över havet och antalet invånare är 194.
Terrängen runt Heimtali är platt. Runt Heimtali är det glesbefolkat, med 9 invånare per kvadratkilometer. Närmaste större samhälle är Viljandi, 6,8 km nordost om Heimtali. I omgivningarna runt Heimtali växer i huvudsak blandskog.